# Корона Алтая
Корона Алтая или 20 лет Октября (4 А) — вершина Белухинского узла Катунского хребта и расположена с противоположной стороны Западного фирнового плато от вершины Белуха. Высота Короны Алтая 4159 м. Через неё проходит перевал Западное плато.
Технически путь с Западного фирнового плато сложностей не представляет. Определяющая сторона — склон или ребро либо на северо-восток — на Аккемский ледник, либо на запад или юго-запад — на ледник Леонида или ледник Муштю-Айры. И по скалам, и по льду подъём занимает более одного ходового дня (при плохой погоде до недели), на скалах часто встречается натечный лёд, в варианте по льду — твёрдый зимний лёд. Спуститься можно за день (по льду на запад).
Как и Белуха, Корона Алтая летом большую часть светового времени закрыта облаками. Снежный покров летом на склонах в сторону Западного фирнового плато достигает нескольких метров, в сторону ледника Леонида — от полуметра до полутора метров.